# Liga Mexicana del Pacífico 1990-91
La Temporada 1990-91 de la Liga Mexicana del Pacífico fue la 33.ª edición, llevó el nombre de Alfonso Zaragoza Maytorena y comenzó el 9 de octubre de 1990.
En esta temporada se estableció el récord de más juegos salvados en una temporada.
La temporada finalizó el 29 de enero de 1991, con la coronación de los Potros de Tijuana al vencer 4-2 en serie final a los Tomateros de Culiacán.

## Sistema de competencia

### Temporada regular
La temporada regular se dividió en dos vueltas, abarcando un total de 70 juegos a disputarse para cada uno de los diez clubes. Al término de cada mitad, se asigna un puntaje que va de 1 a 5 puntos en forma ascendente, según la clasificación (standing) general de cada club. El equipo con mayor puntaje se denomina campeón del rol regular. A continuación se muestra la distribución de dicho puntaje:
- Primera posición: 5 puntos
- Segunda: 4 puntos
- Tercera: 3 puntos
- Cuarta: 2 puntos
- Quinta: 1 puntos

### Postemporada
Tras el término de la temporada regular, los ocho equipos con mayor puntaje sobre la base de las dos vueltas de la temporada regular pasan a la etapa denominada postemporada (Play-offs) donde deben ganar 5 de 9 juegos para avanzar. De esta manera, el cuarto se enfrenta como visitante al primero del standing, mientras que el tercero visita al segundo.

### Semifinal
Para la etapa de semifinales, los equipos que ganen la serie del primer play-offs se enfrentan en una serie de nueve juegos donde deben ganar cinco para avanzar a la final.

### Final
Se da entre los equipos que ganaron en la etapa de Semifinal, a ganar 4 de 7 juegos.

## Calendario
- Número de Juegos: 70 juegos

## Datos Sobresalientes
- Mark Zappeli, establece el récord de 23 juegos salvados en una temporada jugando con Yaquis de Ciudad Obregón.

## Equipos participantes
| Liga Mexicana del Pacífico 1990-91 |                          |           |                   |                           |                          |           |
| Zona                               | Equipo                   | Fundación | Mánager           | Ciudad                    | Estadio                  | Capacidad |
| Norte                              | Águilas de Mexicali      | 1948      | Alfonso Jiménez   | Mexicali, Baja California | Nido de los Águilas      | 9,000     |
| Norte                              | Naranjeros de Hermosillo | 1944      | Tim Johnson       | Hermosillo, Sonora        | Héctor Espino            | 10,000    |
| Norte                              | Ostioneros de Guaymas    | 1945      | Alfredo Ríos      | Guaymas, Sonora           | "Abelardo L. Rodríguez"  | 5,000     |
| Norte                              | Potros de Tijuana        | 1948      | Joel Serna        | Tijuana, Baja California  | Cerro Colorado           | 10,000    |
| Norte                              | Yaquis de Ciudad Obregón | 1947      | Lee Sigman        | Ciudad Obregón, Sonora    | Tomás Oroz Gaytán        | 10,000    |
| Sur                                | Algodoneros de Guasave   | 1970      | Tony Oliva        | Guasave, Sinaloa          | Francisco Carranza Limón | 8,000     |
| Sur                                | Cañeros de Los Mochis    | 1947      | Aurelio Rodríguez | Los Mochis, Sinaloa       | Emilio Ibarra Almada     | 6,000     |
| Sur                                | Mayos de Navojoa         | 1950      | Francisco Estrada | Navojoa, Sonora           | Manuel Ciclón Echeverría | 8,000     |
| Sur                                | Tomateros de Culiacán    | 1965      | Jorge Tellaeche   | Culiacán, Sinaloa         | General Ángel Flores     | 10,000    |
| Sur                                | Venados de Mazatlán      | 1945      | Leobardo Figueroa | Mazatlán, Sinaloa         | Teodoro Mariscal         | 6,000     |

## Standings

### Primera Vuelta
| Zona Norte               | Zona Norte | Zona Norte | Zona Norte | Zona Norte | Zona Norte | Zona Norte | Zona Norte |
| Equipo                   | JJ         | JG         | JP         | JE         | PCT        | JV         | PTS        |
| ------------------------ | ---------- | ---------- | ---------- | ---------- | ---------- | ---------- | ---------- |
| Ostioneros de Guaymas    | 35         | 22         | 13         | -          | .629       | -          | 5          |
| Potros de Tijuana        | 34         | 21         | 13         | -          | .618       | 0.5        | 4          |
| Yaquis de Ciudad Obregón | 35         | 21         | 14         | -          | .600       | 1.0        | 3          |
| Águilas de Mexicali      | 35         | 18         | 17         | -          | .514       | 4.0        | 2          |
| Naranjeros de Hermosillo | 35         | 16         | 19         | -          | .457       | 6.0        | 1          |

| Zona Sur               | Zona Sur | Zona Sur | Zona Sur | Zona Sur | Zona Sur | Zona Sur | Zona Sur |
| Equipo                 | JJ       | JG       | JP       | JE       | PCT      | JV       | PTS      |
| ---------------------- | -------- | -------- | -------- | -------- | -------- | -------- | -------- |
| Cañeros de Los Mochis  | 34       | 19       | 15       | -        | .559     | -        | 5        |
| Venados de Mazatlán    | 35       | 17       | 18       | -        | .486     | 2.5      | 4        |
| Tomateros de Culiacán  | 35       | 16       | 19       | -        | .457     | 3.5      | 3        |
| Mayos de Navojoa       | 35       | 14       | 21       | -        | .400     | 5.5      | 2        |
| Algodoneros de Guasave | 35       | 10       | 25       | -        | .286     | 9.5      | 1        |

### Segunda vuelta
| Zona Norte               | Zona Norte | Zona Norte | Zona Norte | Zona Norte | Zona Norte | Zona Norte | Zona Norte |
| Equipo                   | JJ         | JG         | JP         | JE         | PCT        | JV         | PTS        |
| ------------------------ | ---------- | ---------- | ---------- | ---------- | ---------- | ---------- | ---------- |
| Yaquis de Ciudad Obregón | 35         | 23         | 12         | -          | .657       | -          | 5          |
| Naranjeros de Hermosillo | 32         | 19         | 13         | -          | .594       | 2.5        | 4          |
| Potros de Tijuana        | 35         | 20         | 14         | 1          | .588       | 2.5        | 3          |
| Águilas de Mexicali      | 35         | 18         | 16         | 1          | .529       | 4.5        | 2          |
| Ostioneros de Guaymas    | 33         | 14         | 19         | -          | .424       | 8.0        | 1          |

| Zona Sur               | Zona Sur | Zona Sur | Zona Sur | Zona Sur | Zona Sur | Zona Sur | Zona Sur |
| Equipo                 | JJ       | JG       | JP       | JE       | PCT      | JV       | PTS      |
| ---------------------- | -------- | -------- | -------- | -------- | -------- | -------- | -------- |
| Tomateros de Culiacán  | 33       | 16       | 15       | 2        | .516     | -        | 5        |
| Mayos de Navojoa       | 32       | 16       | 16       | -        | .500     | 0.5      | 4        |
| Algodoneros de Guasave | 35       | 16       | 18       | 1        | .471     | 1.5      | 3        |
| Venados de Mazatlán    | 35       | 14       | 21       | -        | .400     | 4.0      | 2        |
| Cañeros de Los Mochis  | 31       | 9        | 21       | 1        | .300     | 6.5      | 1        |

### General
| Zona Norte               | Zona Norte | Zona Norte | Zona Norte | Zona Norte | Zona Norte | Zona Norte | Zona Norte |
| Equipo                   | JJ         | JG         | JP         | JE         | PCT        | JV         | PTS        |
| ------------------------ | ---------- | ---------- | ---------- | ---------- | ---------- | ---------- | ---------- |
| Yaquis de Ciudad Obregón | 70         | 44         | 26         | -          | .628       | -          | 8          |
| Potros de Tijuana        | 69         | 41         | 27         | 1          | .594       | 2.0        | 7          |
| Ostioneros de Guaymas    | 68         | 36         | 32         | -          | .529       | 7.0        | 6          |
| Naranjeros de Hermosillo | 67         | 35         | 32         | -          | .522       | 7.5        | 5          |
| Águilas de Mexicali      | 70         | 36         | 33         | 1          | .521       | 7.5        | 4          |

| Zona Sur               | Zona Sur | Zona Sur | Zona Sur | Zona Sur | Zona Sur | Zona Sur | Zona Sur |
| Equipo                 | JJ       | JG       | JP       | JE       | PCT      | JV       | PTS      |
| ---------------------- | -------- | -------- | -------- | -------- | -------- | -------- | -------- |
| Tomateros de Culiacán  | 68       | 32       | 34       | 2        | .484     | -        | 8        |
| Mayos de Navojoa       | 67       | 30       | 37       | -        | .447     | 2.5      | 6        |
| Venados de Mazatlán    | 70       | 31       | 39       | -        | .442     | 3.0      | 6        |
| Cañeros de Los Mochis  | 65       | 28       | 36       | 1        | .430     | 3.0      | 6        |
| Algodoneros de Guasave | 70       | 26       | 43       | 1        | .377     | 7.5      | 4        |

| Avanza a Play-offs |

## Playoffs
|  | Primer Play Off | Primer Play Off | Primer Play Off |          |          | Semifinales | Semifinales | Semifinales |  |         | Final   | Final | Final |  |
|  |                 |                 |                 |          |          |             |             |             |  |         |         |       |       |  |
|  |                 |                 |                 |          |          |             |             |             |  |         |         |       |       |  |
|  | Hermosillo      | Hermosillo      | 2               |          |          |             |             |             |  |         |         |       |       |  |
|  | Hermosillo      | Hermosillo      | 2               |          |          |             |             |             |  |         |         |       |       |  |
|  | Obregón         | Obregón         | 5               |          |          |             |             |             |  |         |         |       |       |  |
|  | Obregón         | Obregón         | 5               |          | Obregón  | Obregón     | 4           |             |  |         |         |       |       |  |
|  |                 |                 |                 |          | Obregón  | Obregón     | 4           |             |  |         |         |       |       |  |
|  |                 |                 | Tijuana         | Tijuana  | 5        |             |             |             |  |         |         |       |       |  |
|  | Guaymas         | Guaymas         | Tijuana         | Tijuana  | 5        | 4           |             |             |  |         |         |       |       |  |
|  | Guaymas         | Guaymas         |                 |          |          |             |             |             |  |         |         |       |       |  |
|  | Tijuana         | Tijuana         | 5               |          |          |             |             |             |  |         |         |       |       |  |
|  | Tijuana         | Tijuana         | 5               |          |          |             |             |             |  | Tijuana | Tijuana | 4     |       |  |
|  |                 |                 |                 |          |          |             |             |             |  | Tijuana | Tijuana | 4     |       |  |
|  |                 |                 | Culiacán        | Culiacán | 2        |             |             |             |  |         |         |       |       |  |
|  | Los Mochis      | Los Mochis      | Culiacán        | Culiacán | 2        | 4           |             |             |  |         |         |       |       |  |
|  | Los Mochis      | Los Mochis      |                 |          |          |             |             |             |  |         |         |       |       |  |
|  | Culiacán        | Culiacán        | 5               |          |          |             |             |             |  |         |         |       |       |  |
|  | Culiacán        | Culiacán        | 5               |          | Culiacán | Culiacán    | 5           |             |  |         |         |       |       |  |
|  |                 |                 |                 |          | Culiacán | Culiacán    | 5           |             |  |         |         |       |       |  |
|  |                 |                 | Mazatlán        | Mazatlán | 3        |             |             |             |  |         |         |       |       |  |
|  | Mazatlán        | Mazatlán        | Mazatlán        | Mazatlán | 3        | 5           |             |             |  |         |         |       |       |  |
|  | Mazatlán        | Mazatlán        |                 |          |          |             |             |             |  |         |         |       |       |  |
|  | Navojoa         | Navojoa         | 4               |          |          |             |             |             |  |         |         |       |       |  |
|  | Navojoa         | Navojoa         | 4               |          |          |             |             |             |  |         |         |       |       |  |
|  |                 |                 |                 |          |          |             |             |             |  |         |         |       |       |  |

### Primer Play-off
| Zona Norte               | Zona Norte | Zona Norte | Zona Norte | Zona Norte | Zona Norte |
| Equipo                   | JJ         | JG         | JP         | PCT        | JV         |
| ------------------------ | ---------- | ---------- | ---------- | ---------- | ---------- |
| Yaquis de Ciudad Obregón | 7          | 5          | 2          | .714       | -          |
| Potros de Tijuana        | 9          | 5          | 4          | .556       | -          |
| Ostioneros de Guaymas    | 9          | 4          | 5          | .444       | 1.0        |
| Naranjeros de Hermosillo | 7          | 2          | 5          | .286       | 3.0        |

| Zona Sur              | Zona Sur | Zona Sur | Zona Sur | Zona Sur | Zona Sur |
| Equipo                | JJ       | JG       | JP       | PCT      | JV       |
| --------------------- | -------- | -------- | -------- | -------- | -------- |
| Venados de Mazatlán   | 9        | 5        | 4        | .556     | -        |
| Tomateros de Culiacán | 9        | 5        | 4        | .556     | -        |
| Cañeros de Los Mochis | 9        | 4        | 5        | .444     | 1.0      |
| Mayos de Navojoa      | 9        | 4        | 5        | .444     | 1.0      |

| Avanza a semifinal |

### Semifinal
| Zona Norte               | Zona Norte | Zona Norte | Zona Norte | Zona Norte | Zona Norte |
| Equipo                   | JJ         | JG         | JP         | PCT        | JV         |
| ------------------------ | ---------- | ---------- | ---------- | ---------- | ---------- |
| Potros de Tijuana        | 9          | 5          | 4          | .556       | -          |
| Yaquis de Ciudad Obregón | 9          | 4          | 5          | .444       | 1.0        |

| Zona Sur              | Zona Sur | Zona Sur | Zona Sur | Zona Sur | Zona Sur |
| Equipo                | JJ       | JG       | JP       | PCT      | JV       |
| --------------------- | -------- | -------- | -------- | -------- | -------- |
| Tomateros de Culiacán | 8        | 5        | 3        | .625     | -        |
| Venados de Mazatlán   | 8        | 3        | 5        | .375     | 2.0      |

| Avanza a la final |

## Final
| Equipos               | JJ | JG | JP | PCT  | JV  |
| --------------------- | -- | -- | -- | ---- | --- |
| Potros de Tijuana     | 6  | 4  | 2  | .667 | -   |
| Tomateros de Culiacán | 6  | 2  | 4  | .333 | 2.0 |

| Campeón |

## Cuadro de Honor
| Equipos                  | Posición   |
| ------------------------ | ---------- |
| Potros de Tijuana        | Campeón    |
| Tomateros de Culiacán    | Subcampeón |
| Yaquis de Ciudad Obregón | 3° Lugar   |
| Venados de Mazatlán      | 4° Lugar   |
| Ostioneros de Guaymas    | 5° Lugar   |
| Cañeros de Los Mochis    | 6° Lugar   |
| Mayos de Navojoa         | 7° Lugar   |
| Naranjeros de Hermosillo | 8° Lugar   |
| Águilas de Mexicali      | 9° Lugar   |
| Algodoneros de Guasave   | 10° Lugar  |

## Designaciones
A continuación se muestran a los jugadores más valiosos de la temporada.
| Designación         | Ganador            | Equipo                   |
| ------------------- | ------------------ | ------------------------ |
| Jugador Más Valioso | José Tolentino     | Potros de Tijuana        |
| Pitcher del Año     | Cecilio Ruiz       | Yaquis de Ciudad Obregón |
| Novato del año      | Armando Valenzuela | Venados de Mazatlán      |
| Mánager del Año     | Joel Serna         | Potros de Tijuana        |
| Mánager Campeón     | Joel Serna         | Potros de Tijuana        |
| Campeón de Bateo    | Matt Stairs        | Mayos de Navojoa         |
| Campeón de Pitcheo  | Cecilio Ruiz       | Yaquis de Ciudad Obregón |
| Gerente del año     | Elíseo Preciado    | Potros de Tijuana        |